# Кирил Павлов
Кирил Павлов Баев е български политик от БЗНС.

## Биография
Роден е на 9 май 1892 година в село Александрово, Ловешко. През 1908 година завършва Лозарско училище. През 1913 – 1915 година работи в земеделската кооперация „Народен магазин“.
През 1918 година участва във Войнишкото въстание.
От 1920 до 1921 година е началник на Дирекцията за стопански грижи обществена предвидливост. През 1923 година е назначен за министър на обществените сгради, пътищата и благоустройството. Кирил Павлов се застъпва за идеите за общи действия на БКП и БЗНС.
Убит е след атентата в църквата „Света Неделя“ на 18 април 1925 година в София.